# 拱宸桥
30°19′13.7″N 120°08′05.0″E / 30.320472°N 120.134722°E
拱宸桥位于中国浙江省杭州市拱墅区北端，东连台州路，西接桥弄街，是杭州城区现存最大的石拱桥，京杭大运河到杭州的终点标志。
该桥始建于明崇祯四年（1631），清光绪十一年（1885）重建，为三孔薄墩联拱桥，拱券为纵联分节并列式，总长92.1米，宽5.9米，中孔高9.2米。桥身用条石错缝砌筑，上贯穿长锁石，桥面呈柔和弧形，两端设踏跺，两侧以素面石栏板及望柱围护，望柱头多雕以仰莲。拱宸桥中的“宸”意为帝王宫殿，高大的拱形石桥，象征对帝王的相迎和敬意，桥由此而得名。

## 图集
- 約1937年，《亜細亜大観》圖集
- 南侧远景
- 西南侧视图
- 西北侧视图
- 东侧看桥面
- 东北侧石栏板、望柱及抱鼓石
- 西侧的历史街区
- 货轮和游轮依次通过拱宸桥